# Elvis Ain't Dead
Elvis Ain't Dead è un brano musicale del gruppo britannico Scouting for Girls prodotto da Andy Green per l'album di debutto del gruppo, intitolato Scouting for Girls. Il brano, che è stato pubblicato come secondo singolo estratto dall'album il 17 dicembre 2007 è riuscito ad arrivare sino all'ottava posizione della classifica dei singoli più venduti nel Regno Unito.

## Tracce
CD Singolo #1
1. Elvis Ain't Dead

CD Singolo #2
1. Elvis Ain't Dead
2. You Were Fitter In Your Myspace Page

## Classifiche
| Classifica (2007) | Posizione più alta |
| ----------------- | ------------------ |
| Regno Unito       | 8                  |
| Irlanda           | 17                 |